# Rhinoprenes
Rhinoprenes is een monotypisch geslacht van straalvinnige vissen uit de familie van schopvissen (Ephippidae).

## Soort
- Rhinoprenes pentanemus Munro, 1964